# Isabel Wschebor
Isabel Wschebor Pellegrino (1978) es una historiadora, docente e investigadora uruguaya. 

## Biografía
Hija de Adela Pellegrino y del matemático Mario Wschebor. Isabel Wschebor es Investigadora del Archivo General de la Universidad de la República (UDELAR).
Fue galardonada por la Cámara Uruguaya del Libro (CUL) con el Premio Legionario del Libro en 2024.

### Libros
- 2008, 1908: el año augural
- 2018, Aniversarios 2018: Universidad de la República
- 2018,  Espías de la democracia (prólogo) .[3][4]
- 2020, Fotografía en Uruguay